# Jack Reilly
Jack Reilly (Stonehaven, 25 luglio 1945) è un ex calciatore scozzese naturalizzato australiano, di ruolo portiere.

## Carriera

### Club
Ha giocato nella prima divisione scozzese ed in quella australiana.

### Nazionale
Ha partecipato ai Mondiali del 1974.